# Єна Андрій Васильович
Єна Андрій Васильович (10 грудня 1958, Сімферополь) — український учений-ботанік. Доктор біологічних наук, завідувач кафедри фітодизайну і ботаніки Південного філіалу Національного університету біоресурсів та природокористування України «Кримський агротехнологічний університет». Член Наукової Ради з проблем ботаніки та мікології НАН України, член-кореспондент Кримської Академії наук.

## Біографія
А. В. Єна народився 10 грудня 1958 року в місті Сімферополь. Батько — професор Василь Георгійович Єна, вчений-географ, старший брат — Олександр Васильович Єна, також вчений у галузі географії та геології.
У 1975 році закінчив середню школу з золотою медаллю. У 1980 році закінчив з відзнакою Сімферопольський державний університет, у 1986 році — аспірантуру в Державному Нікітському ботанічному саду Української академії аграрних наук.
З 1986 року працює у Кримському агротехнологічному університеті, спочатку — асистентом, з 1989 року — доцентом кафедри ботаніки фізіології рослин та генетики. З 2009 року завідує кафедрою фітодизайну і ботаніки.
З 1988 року керує вузівською секцією Сімферопольського відділення Українського ботанічного товариства, є членом Асоціації з підтримки біологічної та ландшафтної різноманітності Криму, член міжнародного Комітету з мапування флори Європи. Член редколегії низки випусків видання «Вопросы развития Крыма» (з 1999 року).

## Наукові інтереси
Спеціаліст у галузі систематики, флористики, географії та охорони рослин, автор більше 500 наукових праць, є співавтором 11 книг. Має авторське свідоцтво за розробку концепції створення національного природного парку «Таврида».

## Наукові праці
- Ена А. В. Природная флора Крымского полуострова. — Симферополь, 2012. — 232 с.
- Материалы к Красной книге Крыма
- Состояние сохранения биоразнообразия в Крыму
- Е. В. Вульф — крупнейший крымский флорист XX века
- Atlas Florae Europaeae и др.
- Перевалами Горного Крыма. Научно-популярный очерк-путеводитель.
- Феномен флористичного ендемізму та його прояви у Криму[1] (див. Список ендемічних рослин Криму).

## Нагороди та почесні звання
- медаль «За відзнаку в охороні державного кордону СРСР» (1982)
- медаль «70 років Збройних Сил СРСР» (1988)
- Соросівський доцент (1995, 1997)